# Pontuação (jogos eletrônicos)
Pontuação, também conhecida como placar ou score, é uma característica presente em videogames (independentemente do gênero em particular), servindo como elemento fundamental ou secundário para a jogabilidade de um jogo, criando um objetivo a ser alcançado obrigatoriamente ou um sendo usado para um ranking próprio.